# Cambroon
Cambroon är en del av en befolkad plats i Australien. Den ligger i kommunen Sunshine Coast och delstaten Queensland, omkring 98 kilometer norr om delstatshuvudstaden Brisbane. Antalet invånare är 373.
Runt Cambroon är det glesbefolkat, med 18 invånare per kvadratkilometer.. Närmaste större samhälle är Witta, omkring 15 kilometer sydost om Cambroon. 
I omgivningarna runt Cambroon växer i huvudsak städsegrön lövskog. Genomsnittlig årsnederbörd är 1 446 millimeter. Den regnigaste månaden är januari, med i genomsnitt 281 mm nederbörd, och den torraste är september, med 33 mm nederbörd.